# Escrevedeira-da-lapónia

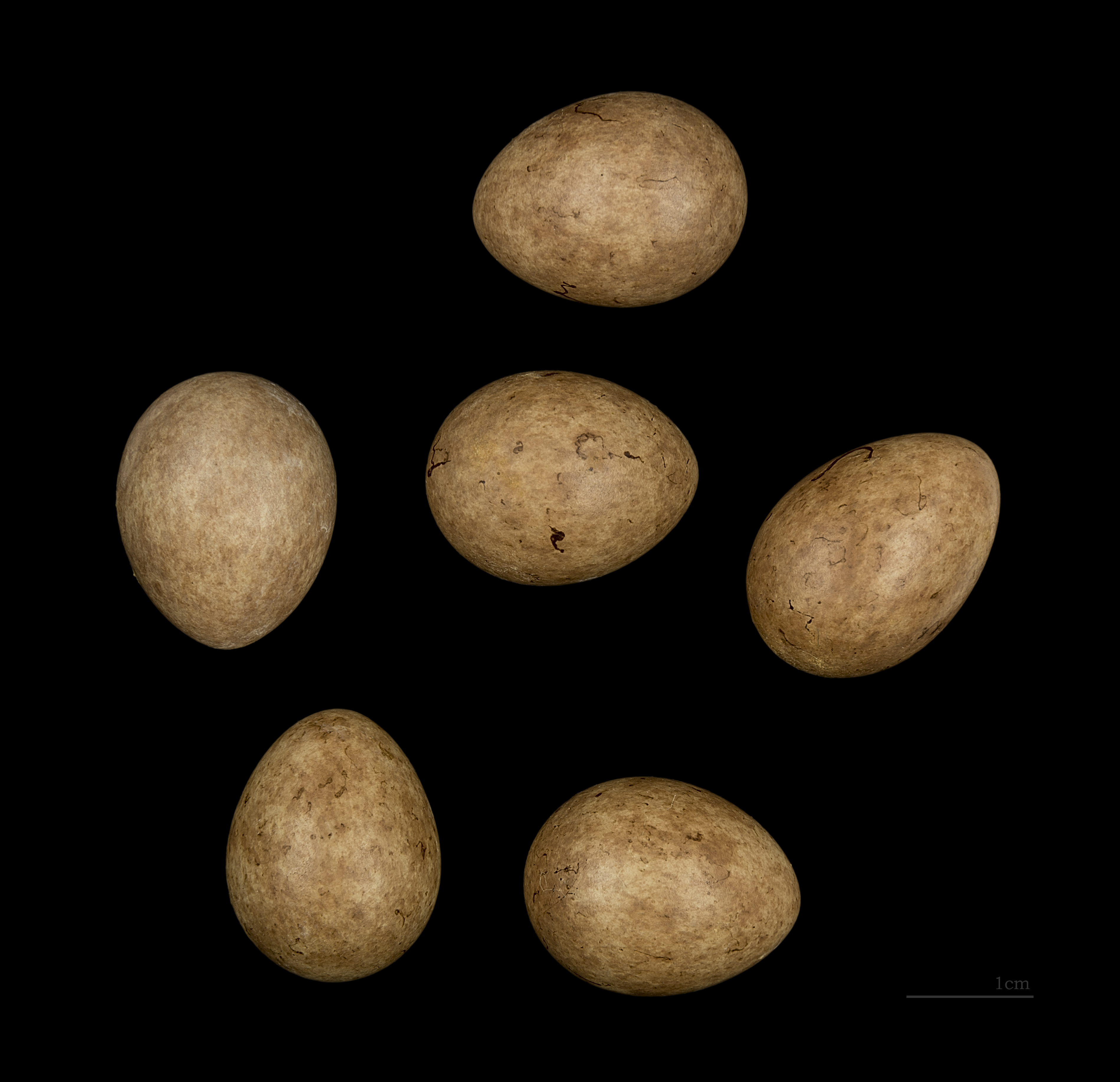
Calcarius lapponicus - MHNT

A Calcarius lapponicus, comummente conhecida como escrevedeira-da-lapónia, é uma espécie de ave passeriforme da família dos Emberizídeos. Distingue-se pela combinação de preto, ruivo e branco na plumagem, destacando-se a linha branca na parte posterior da face. O bico é amarelo.
Nidifica nas regiões árcticas e subárcticas a norte do paralelo 60 ºN e inverna em latitudes temperadas.
Em Portugal a sua ocorrência é acidental e pouco frequente.

## Subespécies
São reconhecidas 5 subespécies:
- Calcarius lapponicus lapponicus - Eurásia, para leste até ao delta do Kolyma
- Calcarius lapponicus bicalcaratus - Gronelândia e norte do Canadá, para leste até ao delta do Canadá
- Calcarius lapponicus alascensis - Alasca e ilhas do estreito de Bering
- Calcarius lapponicus coloratus - ilhas Komandorskiye
- Calcarius lapponicus kamtschaticus - Kamchatka